# Tercera División RFEF 2021-22 (Grupo XVII)
La temporada 2021-22 del Grupo XVII de la Tercera División RFEF de fútbol comenzó el 5 de septiembre de 2021 y finalizará el 1 de mayo de 2022. Posteriormente se disputará la promoción de ascenso entre el 8 y el 15 de mayo en su fase territorial, y el 22 de mayo en su fase nacional. Durante esta campaña es el quinto nivel de las Ligas de fútbol de España para los clubes de Aragón, por debajo de la Segunda División RFEF y por encima de la Regional Preferente de Aragón. Se trata de la primera edición bajo esta denominación después de la reestructuración de las categorías no profesionales por parte de la RFEF.

## Sistema de competición
Participan diecisiete clubes en un único grupo. Se enfrentan todos contra todos en dos ocasiones -una en campo propio y otra en campo contrario- durante un total de 34 jornadas. El orden de los encuentros se decide por sorteo antes de empezar la competición. La Federación Aragonesa de Fútbol es la responsable de designar las fechas de los partidos y los árbitros de cada encuentro, reservando al equipo local la potestad de fijar el horario exacto de cada encuentro.
Una vez finalizada la competición, el primer clasificado asciende directamente a Segunda División RFEF y se proclama campeón de Tercera RFEF.
Los clasificados entre el segundo y el quinto lugar disputan un Play Off territorial en formato de eliminatorias a partido único en sede neutral. En caso de empate el vencedor de la eliminatoria es el equipo mejor clasificado. El equipo vencedor de este Play Off se clasifica a la Promoción de ascenso a Segunda División RFEF que tiene carácter de final interterritorial.
Los últimos clasificados, por confirmar el número, descienden directamente a Regional Preferente de Aragón. Hay que tener en cuenta que existe la obligación federativa de conformar la Tercera RFEF para la temporada siguiente, la 2022-2023, en un máximo de 16 equipos; por lo que el número de descensos en esta temporada será proporcional a las necesidades de la Territorial aragonesa para ajustarse a ese número de equipos. 
El sistema de competición y las consecuencias clasificatorias fueron aprobadas por la RFEF.

## Ascensos y descensos
Los equipos que mantuvieron la categoría en la última temporada de Tercera División participan en la primera edición de Tercera División RFEF. Las posiciones de descenso indicadas son las absolutas de grupo, no de subgrupos de permanencia.
| Pos. | Ascendidos a 2.ª División RFEF |
| ---- | ------------------------------ |
| 1.º  | C. D. Teruel                   |
| 2.º  | C. D. Brea                     |
| 3.º  | S. D. Huesca "B"               |

| Pos.   | Ascendidos de Regional Preferente |
| ------ | --------------------------------- |
| 1.º G1 | U. D. Biescas                     |
| 1.º G2 | C. F. Santa Anastasia             |
| 1.º G3 | C. D. Giner Torrero               |
| 1.º G4 | C. D. Caspe                       |

| Pos. | Descendidos a Regional Preferente |
| ---- | --------------------------------- |
| 17.º | C. D. Sariñena                    |
| 18.º | A. D. Almudévar                   |
| 19.º | U. D. Fraga                       |
| 20.º | C. D. J. Tamarite                 |
| 21.º | C. D. Valdefierro                 |
| 22.º | Villanueva C. F.                  |
| 23.º | A. D. Sabiñánigo                  |
| 24.º | A. D. San Juan                    |

### Cambios de entrenadores
| Equipo | Entrenador (Jornadas) | Fecha de vacante | Tipo de salida | Posición en la tabla | Entrenador entrante | Fecha de nombramiento |
| ------ | --------------------- | ---------------- | -------------- | -------------------- | ------------------- | --------------------- |

## Participantes

### Información sobre los equipos participantes
| Equipo                | Localidad                               | Estadio                            | Capacidad |
| --------------------- | --------------------------------------- | ---------------------------------- | --------- |
| Atlético de Monzón    | Monzón                                  | Isidro Calderón                    | 5.000     |
| U. D. Barbastro       | Barbastro                               | Municipal de Deportes              | 4.700     |
| C. D. Belchite 97     | Belchite                                | El Tejar                           | 1.000     |
| U. D. Biescas         | Biescas                                 | Fernando Escartín                  | 1.000     |
| C. D. Binéfar         | Binéfar                                 | Los Olmos                          | 1.250     |
| S. D. Borja           | Borja                                   | Manuel Meler                       | 1.200     |
| C. F. Calamocha       | Calamocha                               | Polideportivo Jumaya               | 1.000     |
| C. D. Cariñena        | Cariñena                                | La Platera                         | 1.000     |
| C. D. Caspe           | Caspe                                   | Los Rosales                        | 1.000     |
| C. D. Cuarte          | Cuarte de Huerva                        | Nuevo Municipal                    | 2.000     |
| Deportivo Aragón      | Zaragoza                                | Ciudad Deportiva del Real Zaragoza | 2.500     |
| C. F. Épila           | Épila                                   | La Huerta                          | 1.200     |
| C. D. Giner Torrero   | Zaragoza                                | C.M.F. Torrero                     | 1.000     |
| C. F. Illueca         | Illueca                                 | Papa Luna                          | 1.000     |
| C. D. Robres          | Robres                                  | San Blas                           | 1.000     |
| C. F. Santa Anastasia | Santa Anastasia, Ejea de los Caballeros | Fontanazas                         | 1.000     |
| Utebo F. C.           | Utebo                                   | Santa Ana                          | 5.000     |

| Biescas At. Monzón Barbastro Belchite 97 Binéfar Borja Calamocha Cariñena Caspe Cuarte Dep. Aragón Épila Giner Torrero Illueca Robres Santa Anastasia Utebo |

### Equipos por Provincia
| N.º | Provincia | Equipos                                                                                          |
| --- | --------- | ------------------------------------------------------------------------------------------------ |
| 11  | Zaragoza  | Belchite, Borja, Cariñena, Caspe, Cuarte, Aragón, Épila, Giner, Illueca, Santa Anastasia y Utebo |
| 5   | Huesca    | Monzón, Barbastro, Biescas, Binéfar y Robres                                                     |
| 1   | Teruel    | Calamocha                                                                                        |

## Clasificación
| Pos. | Equipo                    | Pts. | PJ | G  | E  | P  | GF | GC | Dif. |                                                            |
| ---- | ------------------------- | ---- | -- | -- | -- | -- | -- | -- | ---- | ---------------------------------------------------------- |
| 1    | Deportivo Aragón (A, C)   | 67   | 32 | 20 | 7  | 5  | 65 | 29 | +36  | Ascenso a Segunda División RFEF                            |
| 2    | Utebo F. C. (A)           | 66   | 32 | 20 | 6  | 6  | 63 | 28 | +35  | Play-off de ascenso a Segunda División RFEF y Copa del Rey |
| 3    | C. F. Illueca             | 65   | 32 | 19 | 8  | 5  | 47 | 31 | +16  | Play-Offs Ascenso a Segunda División RFEF y Copa RFEF      |
| 4    | C. D. Binéfar             | 56   | 32 | 16 | 8  | 8  | 54 | 30 | +24  | Play-off de ascenso a Segunda División RFEF                |
| 5    | C. D. Robres              | 53   | 32 | 17 | 2  | 13 | 45 | 32 | +13  | Play-off de ascenso a Segunda División RFEF                |
| 6    | C. D. Cuarte              | 52   | 32 | 16 | 4  | 12 | 46 | 27 | +19  |                                                            |
| 7    | Atlético de Monzón        | 49   | 32 | 13 | 10 | 9  | 40 | 23 | +17  |                                                            |
| 8    | U. D. Barbastro           | 48   | 32 | 13 | 9  | 10 | 36 | 29 | +7   |                                                            |
| 9    | C. D. Caspe               | 48   | 32 | 13 | 9  | 10 | 46 | 37 | +9   |                                                            |
| 10   | C. F. Épila               | 48   | 32 | 15 | 3  | 14 | 39 | 37 | +2   |                                                            |
| 11   | C. D. Cariñena            | 45   | 32 | 13 | 6  | 13 | 36 | 45 | −9   |                                                            |
| 12   | C. F. Calamocha           | 36   | 32 | 10 | 6  | 16 | 36 | 40 | −4   |                                                            |
| 13   | C. D. Belchite 97 (D)     | 33   | 32 | 8  | 9  | 15 | 35 | 43 | −8   | Posible descenso a Regional Preferente                     |
| 14   | C. F. Santa Anastasia (D) | 33   | 32 | 7  | 12 | 13 | 31 | 40 | −9   | Descenso a Regional Preferente                             |
| 15   | S. D. Borja (D)           | 29   | 32 | 7  | 8  | 17 | 31 | 48 | −17  | Descenso a Regional Preferente                             |
| 16   | C. D. Giner Torrero (D)   | 18   | 32 | 4  | 6  | 22 | 23 | 97 | −74  | Descenso a Regional Preferente                             |
| 17   | U. D. Biescas (D)         | 10   | 32 | 1  | 7  | 24 | 10 | 64 | −54  | Descenso a Regional Preferente                             |

Actualizado a los partidos jugados el 1 de mayo de 2022.
 Fuente: Resultados de Fútbol

### Evolución de la clasificación
| Jornada               | 1  | 2  | 3  | 4  | 5  | 6  | 7  | 8  | 9  | 10 | 11 | 12 | 13 | 14 | 15 | 16 | 17 | 18 | 19 | 20 | 21 | 22 | 23 | 24 | 25 | 26 | 27 | 28 | 29 | 30 | 31 | 32 | 33 | 34 |
| Equipo                |    |    |    |    |    |    |    |    |    |    |    |    |    |    |    |    |    |    |    |    |    |    |    |    |    |    |    |    |    |    |    |    |    |    |
| --------------------- | -- | -- | -- | -- | -- | -- | -- | -- | -- | -- | -- | -- | -- | -- | -- | -- | -- | -- | -- | -- | -- | -- | -- | -- | -- | -- | -- | -- | -- | -- | -- | -- | -- | -- |
| Deportivo Aragón      | 11 | 14 | 14 | 9  | 11 | 12 | 9  | 9  | 9  | 9  | 8  | 7  | 5  | 3  | 4  | 3  | 5  | 6  | 4  | 5  | 4  | 6  | 4  | 4  | 3  | 3  | 2  | 2  | 2  | 2  | 1  | 1  | 1  | 1  |
| Utebo F. C.           | 2  | 7  | 7  | 10 | 8  | 6  | 7  | 7  | 6  | 7  | 4  | 4  | 6  | 5  | 3  | 2  | 3  | 3  | 3  | 3  | 6  | 5  | 3  | 2  | 1  | 1  | 1  | 1  | 1  | 1  | 2  | 2  | 2  | 2  |
| C. F. Illueca         | 10 | 11 | 12 | 7  | 13 | 8  | 6  | 6  | 7  | 6  | 3  | 2  | 4  | 2  | 5  | 4  | 2  | 2  | 2  | 1  | 2  | 3  | 2  | 3  | 5  | 5  | 4  | 3  | 4  | 4  | 3  | 3  | 3  | 3  |
| C. D. Binéfar         | 1  | 4  | 6  | 5  | 4  | 4  | 4  | 4  | 5  | 4  | 2  | 3  | 2  | 4  | 2  | 5  | 4  | 5  | 6  | 6  | 5  | 2  | 5  | 5  | 4  | 2  | 3  | 5  | 3  | 3  | 4  | 4  | 4  | 4  |
| C. D. Robres          | 4  | 3  | 2  | 3  | 3  | 2  | 3  | 2  | 4  | 5  | 7  | 8  | 9  | 9  | 12 | 12 | 10 | 8  | 10 | 8  | 7  | 7  | 8  | 6  | 6  | 8  | 6  | 6  | 6  | 6  | 5  | 6  | 6  | 5  |
| C. D. Cuarte          | 9  | 5  | 3  | 1  | 1  | 1  | 2  | 1  | 1  | 1  | 1  | 1  | 1  | 1  | 1  | 1  | 1  | 1  | 1  | 2  | 1  | 1  | 1  | 1  | 2  | 4  | 5  | 4  | 5  | 5  | 6  | 5  | 5  | 6  |
| Atlético Monzón       | 7  | 10 | 10 | 11 | 12 | 13 | 14 | 13 | 10 | 10 | 10 | 11 | 10 | 10 | 7  | 8  | 9  | 10 | 8  | 9  | 9  | 10 | 11 | 10 | 10 | 10 | 10 | 10 | 11 | 11 | 10 | 10 | 8  | 7  |
| U. D. Barbastro       | 12 | 15 | 11 | 13 | 9  | 7  | 10 | 10 | 12 | 12 | 12 | 12 | 11 | 11 | 10 | 10 | 11 | 11 | 11 | 12 | 12 | 11 | 9  | 11 | 11 | 11 | 12 | 11 | 9  | 9  | 9  | 9  | 9  | 8  |
| C. D. Caspe           | 16 | 12 | 13 | 14 | 10 | 11 | 8  | 8  | 8  | 8  | 9  | 9  | 8  | 8  | 8  | 6  | 6  | 4  | 5  | 4  | 3  | 4  | 6  | 7  | 8  | 7  | 8  | 8  | 8  | 8  | 8  | 7  | 7  | 9  |
| C. F. Épila           | 3  | 2  | 1  | 2  | 2  | 3  | 1  | 3  | 2  | 3  | 6  | 5  | 7  | 7  | 9  | 9  | 7  | 7  | 7  | 7  | 8  | 8  | 7  | 8  | 7  | 6  | 7  | 7  | 7  | 7  | 7  | 8  | 10 | 10 |
| C. D. Cariñena        | 17 | 17 | 17 | 15 | 15 | 15 | 13 | 12 | 13 | 14 | 14 | 10 | 12 | 12 | 11 | 11 | 12 | 12 | 12 | 10 | 10 | 9  | 10 | 9  | 9  | 9  | 9  | 9  | 10 | 10 | 11 | 11 | 11 | 11 |
| C. F. Calamocha       | 5  | 1  | 4  | 6  | 6  | 10 | 12 | 14 | 14 | 13 | 13 | 15 | 15 | 15 | 15 | 14 | 13 | 13 | 14 | 14 | 13 | 13 | 13 | 13 | 13 | 13 | 13 | 13 | 12 | 12 | 12 | 12 | 12 | 12 |
| C. D. Belchite 97     | 8  | 13 | 15 | 16 | 16 | 16 | 16 | 15 | 15 | 15 | 15 | 13 | 13 | 13 | 13 | 15 | 16 | 16 | 16 | 16 | 16 | 15 | 15 | 14 | 14 | 14 | 14 | 14 | 13 | 13 | 13 | 13 | 13 | 13 |
| C. F. Santa Anastasia | 15 | 8  | 5  | 4  | 7  | 5  | 5  | 5  | 3  | 2  | 5  | 6  | 3  | 6  | 6  | 7  | 8  | 9  | 9  | 11 | 11 | 12 | 12 | 12 | 12 | 12 | 11 | 12 | 14 | 14 | 14 | 14 | 14 | 14 |
| S. D. Borja           | 6  | 6  | 9  | 8  | 5  | 9  | 11 | 11 | 11 | 11 | 11 | 14 | 14 | 14 | 14 | 13 | 14 | 14 | 13 | 13 | 14 | 14 | 14 | 15 | 15 | 15 | 15 | 15 | 15 | 15 | 15 | 15 | 15 | 15 |
| C. D. Giner Torrero   | 13 | 9  | 8  | 12 | 14 | 14 | 15 | 16 | 16 | 16 | 16 | 16 | 16 | 16 | 16 | 16 | 15 | 15 | 15 | 15 | 15 | 16 | 16 | 16 | 16 | 16 | 16 | 16 | 16 | 16 | 16 | 16 | 16 | 16 |
| U. D. Biescas         | 14 | 16 | 16 | 17 | 17 | 17 | 17 | 17 | 17 | 17 | 17 | 17 | 17 | 17 | 17 | 17 | 17 | 17 | 17 | 17 | 17 | 17 | 17 | 17 | 17 | 17 | 17 | 17 | 17 | 17 | 17 | 17 | 17 | 17 |

## Tabla de resultados cruzados
| Local \ Visitante     | ARA | BAR | BEL | BIE | BIN | BOR | CAL | CAR | CAS | CUA | EPI | GIN | ILL | MON | ROB | SAN | UTE |
| --------------------- | --- | --- | --- | --- | --- | --- | --- | --- | --- | --- | --- | --- | --- | --- | --- | --- | --- |
| Deportivo Aragón      | —   | 3–1 | 3–0 | 5–0 | 2–1 | 3–3 | 2–2 | 1–0 | 2–1 | 3–0 | 2–0 | 4–1 | 1–1 | 3–0 | 2–1 | 2–1 | 3–1 |
| U. D. Barbastro       | 0–1 | —   | 1–0 | 1–0 | 1–0 | 3–2 | 1–0 | 0–2 | 0–0 | 0–1 | 2–0 | 0–0 | 1–0 | 0–0 | 1–2 | 0–0 | 0–0 |
| C. D. Belchite 97     | 0–3 | 1–1 | —   | 0–0 | 0–3 | 2–1 | 0–3 | 1–2 | 1–0 | 1–0 | 0–1 | 4–0 | 0–3 | 1–0 | 3–4 | 1–1 | 1–2 |
| U. D. Biescas         | 0–5 | 0–1 | 1–3 | —   | 2–2 | 1–2 | 0–2 | 1–2 | 1–2 | 1–0 | 0–1 | 0–1 | 0–0 | 0–1 | 0–2 | 0–2 | 0–4 |
| C. D. Binéfar         | 2–1 | 1–1 | 1–0 | 4–0 | —   | 1–1 | 2–0 | 3–3 | 3–0 | 1–0 | 1–1 | 2–1 | 3–0 | 1–1 | 2–1 | 3–1 | 1–0 |
| S. D. Borja           | 1–2 | 1–1 | 1–1 | 1–0 | 0–4 | —   | 0–1 | 3–0 | 2–1 | 0–1 | 0–1 | 1–0 | 2–2 | 0–3 | 1–0 | 1–1 | 1–1 |
| C. F. Calamocha       | 1–1 | 2–4 | 1–1 | 3–0 | 3–2 | 2–1 | —   | 1–1 | 0–1 | 1–4 | 1–2 | 7–0 | 1–1 | 0–3 | 0–1 | 1–0 | 0–1 |
| C. D. Cariñena        | 1–1 | 1–0 | 2–1 | 3–0 | 0–5 | 2–0 | 1–0 | —   | 2–3 | 1–0 | 1–0 | 4–2 | 2–3 | 2–2 | 2–1 | 0–2 | 0–0 |
| C. D. Caspe           | 1–1 | 2–3 | 1–1 | 1–1 | 0–1 | 0–0 | 2–1 | 3–0 | —   | 1–0 | 2–2 | 5–0 | 3–1 | 3–0 | 2–0 | 1–1 | 3–2 |
| C. D. Cuarte          | 2–1 | 2–2 | 0–1 | 2–0 | 1–0 | 3–1 | 1–0 | 2–0 | 3–0 | —   | 0–1 | 4–0 | 1–2 | 0–0 | 1–2 | 2–0 | 1–0 |
| A. D. C. F. Épila     | 1–0 | 0–1 | 1–0 | 3–1 | 1–0 | 1–0 | 0–1 | 4–1 | 1–3 | 2–2 | —   | 6–0 | 0–1 | 0–3 | 1–0 | 3–0 | 0–2 |
| C. D. Giner Torrero   | 2–0 | 0–5 | 0–7 | 0–0 | 0–2 | 1–4 | 2–1 | 0–0 | 1–1 | 2–8 | 1–2 | —   | 2–2 | 0–3 | 2–1 | 2–2 | 0–4 |
| C. F. Illueca         | 2–1 | 0–2 | 0–0 | 4–0 | 1–0 | 2–0 | 1–0 | 1–0 | 2–1 | 1–0 | 1–0 | 3–1 | —   | 2–2 | 3–2 | 2–1 | 1–1 |
| Atlético de Monzón    | 1–3 | 2–0 | 1–1 | 0–0 | 3–0 | 2–0 | 0–1 | 2–0 | 1–0 | 0–0 | 2–1 | 3–0 | 0–1 | —   | 0–0 | 4–0 | 0–1 |
| C. D. Robres          | 1–2 | 1–0 | 1–0 | 3–0 | 2–0 | 1–0 | 1–0 | 1–0 | 1–2 | 0–2 | 5–1 | 5–0 | 1–2 | 1–0 | —   | 0–2 | 1–0 |
| C. F. Santa Anastasia | 0–1 | 3–2 | 2–2 | 1–1 | 1–1 | 3–0 | 0–0 | 0–1 | 1–1 | 0–2 | 1–0 | 2–1 | 0–1 | 1–1 | 0–0 | —   | 1–2 |
| Utebo F. C.           | 1–1 | 2–1 | 3–1 | 6–0 | 2–2 | 2–1 | 4–0 | 2–0 | 2–0 | 3–1 | 3–2 | 5–1 | 3–1 | 1–0 | 1–3 | 2–1 | —   |

### Máximos goleadores
| Pos. | Jugador            | Equipo             | Goles |
| ---- | ------------------ | ------------------ | ----- |
| 1.º  | César San Agustín  | C. D. Binéfar      | 24    |
| 2.º  | Francisco Rotellar | C. D. Caspe        | 19    |
| 3.º  | Raúl Rubio         | Deportivo Aragón   | 19    |
| 4.º  | Albert Rosas       | Atlético de Monzón | 16    |
| 5.º  | Adán Pérez         | Utebo F. C.        | 13    |

## Play Off de Ascenso a Segunda División RFEF
En caso de empate a la conclusión de los 90 minutos, de conformidad con la disposición quinta de las presentes bases de competición, se disputará una prórroga de dos partes de 15 minutos cada una y, si prosiguiese el empate al término de la misma, se proclamará vencedor al equipo que hubiese obtenido mejor posición en la fase regular.
Equipos clasificados
- 4 equipos

| Pos. | Grupo XVII    |
| ---- | ------------- |
| 2.°  | Utebo F. C.   |
| 3.°  | C. F. Illueca |
| 4.°  | C. D. Binéfar |
| 5.°  | C. D. Robres  |

|  | Semifinales           | Semifinales       |               |             | Final              | Final              |  |
|  | 8 de mayo de 2022     | 8 de mayo de 2022 |               |             | 15 de mayo de 2022 | 15 de mayo de 2022 |  |
|  |                       |                   |               |             |                    |                    |  |
|  |                       |                   |               |             |                    |                    |  |
|  | Utebo F. C. (t. s.)   | 4                 |               |             |                    |                    |  |
|  | Utebo F. C. (t. s.)   | 4                 |               |             |                    |                    |  |
|  | C. D. Robres          | 2                 |               |             |                    |                    |  |
|  | C. D. Robres          | 2                 |               | Utebo F. C. | 2                  |                    |  |
|  |                       |                   |               | Utebo F. C. | 2                  |                    |  |
|  |                       |                   | C. F. Illueca | 0           |                    |                    |  |
|  | C. F. Illueca (t. s.) | 1                 | C. F. Illueca | 0           |                    |                    |  |
|  | C. F. Illueca (t. s.) | 1                 |               |             |                    |                    |  |
|  | C. D. Binéfar         | 1                 |               |             |                    |                    |  |
|  | C. D. Binéfar         | 1                 |               |             |                    |                    |  |
|  |                       |                   |               |             |                    |                    |  |

## Clasificado a la Copa del Rey
| Bandera de Aragón |
| Utebo F. C.       |
| 2.º Grupo         |

Nota: Hay posibilidad de que el subcampeón u otro clasificado posterior se clasifique a la Copa del Rey siempre que no sea un equipo filial.